# クロマトロン
クロマトロン (Chromatron) は、スクリーン表面で静電偏向(後段偏向)を行うことによって1つの電子ビームだけでカラー表示を行う方式のブラウン管である。。

## 概要
1951年にアーネスト・ローレンスを中心とするカリフォルニア大学バークレー校クロマチック・ラボで発明された。
クロマトロンの大きな特徴は、RGB各色を表示するのにただ一つの電子ビームしか用いないことと、色選別機構にシャドーマスクを使用せずに、極細の金属線を編んで作られたカラースイッチンググリッドと呼ばれるフィルターを使用していることである。カラースイッチンググリッドはシャドウマスクのように単純にビームをマスクするのではなく、スクリーンの裏に施された導電性アルミコーティングとの間にかけた3000ボルト以上の高電圧でビームを偏向させて特定の色の蛍光体にのみ当てる、いわゆるアクティブフィルタとなっていた。理論上はマスクを用いていないことから透過率が非常に高く、当時一般的だったシャドーマスク方式よりも輝度・コントラストを大幅に高くすることが可能で、画質面で非常に有利であったが、開発国であるアメリカ合衆国においてさえ、発明から10年が経っても限られた軍需用や研究用にしか使われていなかった。その理由は以下のような欠点により高解像度化が不可能であったことによる。
- カラースイッチンググリッドやローレンス管の電極の構造から耐電圧に厳しい制約があり、電子銃の出力を上げることができなかったため、単純に大画面化すると利点であるはずの輝度が発揮されなかった。一般的なシャドーマスクのブラウン管と比べると管電圧は3分の1程度に抑えなければならなかった。
- 管の出力が足りないため、輝度を上げるためには画面の透過率を下げる要因であるアルミコーティングをなるべく薄くするしかなかったが、これにより高電圧による吸引力で剥離して回路部に張り付くようになり、しばしばショートを起こした。
- 微細構造をもつカラースイッチンググリッドが画面のすぐ裏に配置されており、民生用機器に用いるには脆弱すぎ、歩留まりも非常に悪かった。
- 頻繁に高電圧による誘導障害を発生させた。
- 特性上蛍光体の焼き付けに電子銃での照射を利用するため生産性が低く、量産には適さなかった[1]。

クロマチック・ラボは試作テレビで上記の問題に直面した時点で早々に開発から撤退し、研究を引き継いだパラマウント映画も同様に開発に難渋した。他にも多くの電機メーカーがテレビに採用しようとしたが、いずれも研究のみで撤退した。本格的にこれをテレビに採用したのはソニーだけだが、クロマトロンの特性の悪さはソニーの手にも余り、技術者らの間では「苦労マトロン」と揶揄されていたという。各所に手を加えた結果ソニーのクロマトロンテレビは電子銃が3つに増えるなど原型のクロマトロンとは全く異なるものとなっていたが、結局ソニーも大幅な赤字を出してテレビへのクロマトロンの採用を早々に打ち切り、代わりに低コスト・高性能のトリニトロンの開発に進んだ。
トリニトロンでは開口面積の大きいすだれ状のアパーチャーグリルと、1つで3本の電子ビームを水平一列に発射することができる大口径電子銃を使用して高画質と高輝度を実現しており、蛍光体の焼付けにシャドーマスクと同様の方法を用いることができるため生産性も良かった。しばしばクロマトロンがトリニトロンの技術的基礎であるかのように説明されるが、実際には両者の動作原理は大いに異なっている。クロマトロンが複雑なカラースイッチンググリッドを必要とするのは1つしかない電子ビームを3色で共有しているためであり、トリニトロンでは3色分それぞれ別々の電子ビームを用いるため、そのような複雑な仕組みは必要ではない。トリニトロンのアパーチャーグリルの役割は、むしろシャドーマスクのそれに近い単純なものである。